# Olga Milanović
Olga Milanović (Beograd, 6. novembar 1931) srpski je istoričar umetnosti. Najpoznatija po velikom broju studija i članaka iz pozorišne istorije, scenografije i kostimografije koje je objavila u časopisima i povremenim publikacijama.

## Biografija
Rođena je od oca Nikole Gulana, višeg PTT savetnika, i majke Draginje, rođenе Žegarac. Osnovnu školu započela je u Zagrebu (1938—1940) a završila u Beogradu (1940—1942), kao i gimnaziju (1942—1950) i istoriju umetnosti (1950—1955) na Filozofskom fakultetu.
Od 1956. године zaposlena u Muzeju pozorišne umetnosti u Beogradu i rukovodi odeljenjem umetničkih zbirki. Bila je v.d. direktora (1972—1973), a od 1976. i muzejski savetnik. Govori engleski jezik, a služi se i francuskim i ruskim.
Službeno je boravila u inostranstvu na kongresima SIMBAS-a u Varšavi (1959), Budimpešti (1967), Beču (1976) i Barseloni (1978); privatno u Londonu, Rimu, Pragu, Parizu, u Sovjetskom Savezu i Grčkoj.

## Dela
Njen prvi štampani rad je The museun and our Section (Section Internationale des Bibliothèques et des Musées des Arts du Spectacle: Actes du IV-ième Congrès, Varsovie, 1959).
Studije i članci iz pozorišne istorije, scenografije i kostimografije koje je objavljivala u časopisima i povremenim publikacijama su:
- Zbornik Muzeja pozorišne umetnosti I (Beograd 1962)
- Muzeji (1963)
- Katalog jugoslovenske proslave 400-godišnjice rođenja Viljema Šekspira (Sarajevo 1964)
- Jedan vek Narodnog pozorišta u Beogradu 1868-1968 (Beograd 1968)
- Godišnjak Muzeja grada Beograda (1970)
- Scena (1970-1971, 1975-1976, 1986)
- Pozorišna kultura (1971)
- Milica Babić (Beograd 1973)
- Pozorišne karikature Vladimira Žedrinskog (Beograd 1974)
- Teatron (1974, 1976-1977, 1982)
- Godišnjak grada Beograda (1980)
- Zbornik radova o SNP 1861-1986 (Novi Sad 1987)

Priredila je kataloge: Scenografija i kostim u Srbiji 1945-1965 (Beograd 1965), Pozorišna karikatura Vladimira Žedrinskog (Beograd 1974), Skulptori-majstori medalje (Beograd 1974), Pozorišni portreti Jovana Bijelića (Beograd 1977). za štampu pripremila Nevenka Urbanova (Teatron X, 50-52, 1985) Član je redakcijskih odbora muzejskih zbornika i kataloga i redakcije časopisa Teatron (od 1974).Od 1962. do 1977. priredila je više studijskih izložbi.